# Ibn Túlún-mecset
A 9. században épült Ibn Túlún-mecset Kairó egyik legrégibb mecsete, egyben alapterületét számítva a legnagyobb. Rendkívül értékes épületegyüttes, hiszen eredeti állapotban maradt fönn, például a nála idősebb Amr-mecsetet jelentősen átépítették.

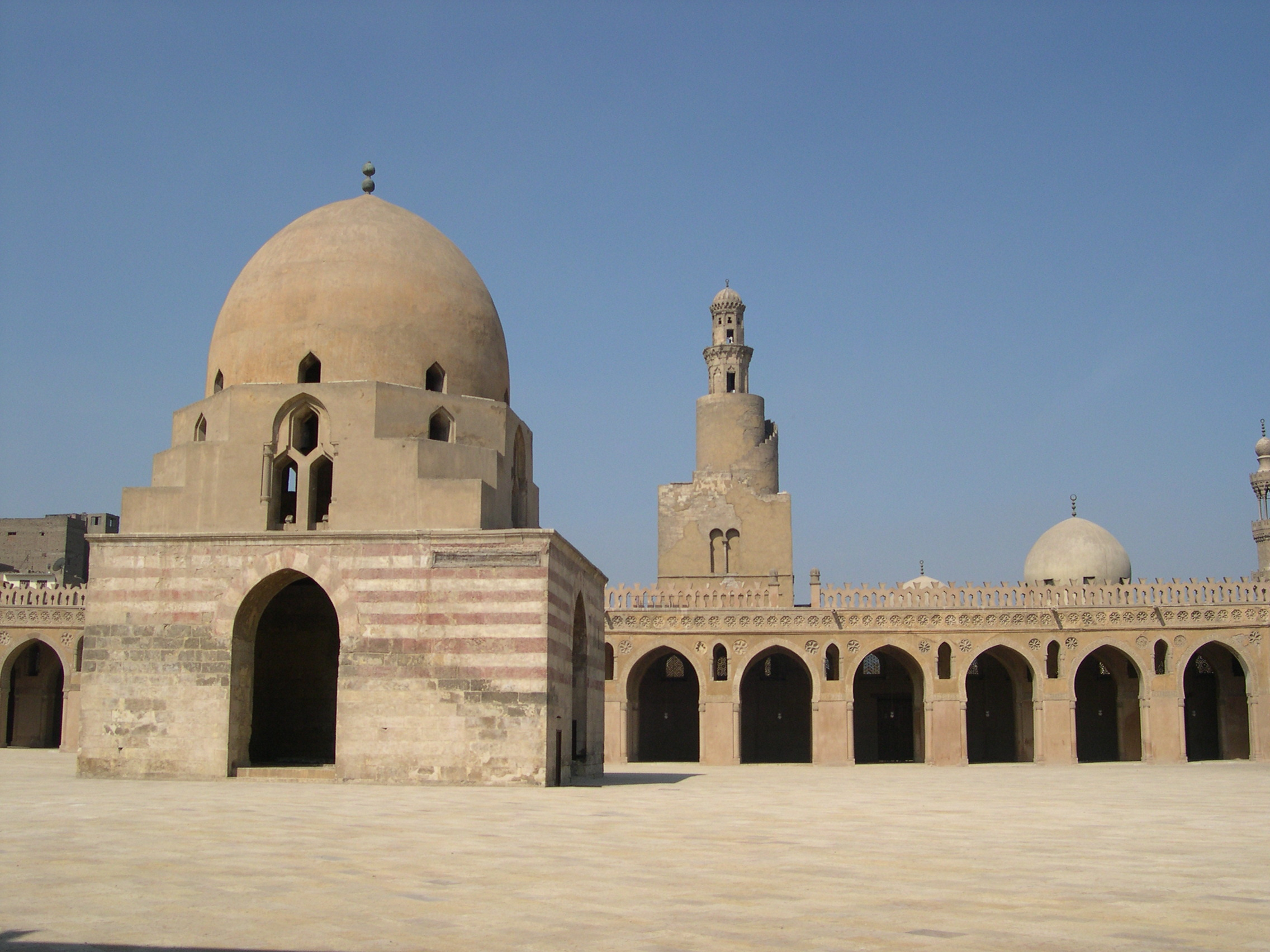
Az Ibn-Túlún mecset

## Építésének története
A mecsetet 876-tól 879-ig építették, építtetője Ahmad ibn Túlún, aki az Abbászidák helytartója volt Egyiptomban 868 és 884 között, s gyakorlatilag független uralkodóként vezette az országot. Az építkezés kezdetét a történetíró és topográfus al-Makrízi (1364-1442) teszi 876-ra, az épület elkészültét a mecset falában egy bevésett felirat mutatja.
A mecset a Jaskur-dombon épült. Egy helyi hagyomány szerint a tetőzet Noé bárkájának az anyagából készült, amit itt találtak meg az Özönvíz után. 
A mecset képezte a középpontját Ibn Túlún keletkező fővárosának, al-Katáinak, al-Fusztát északi szomszédságában, ahonnan az Ibn Túlún által alapított dinasztia, a Túlúnidák kormányozták a birodalmat. A mecset eredetileg Ibn Túlún palotája mellett állt és egy ajtón keresztül a palotából közvetlenül a minbarba lehetett belépni. A 10. század elején al-Katáit lerombolták, egyedül a mecset maradt meg.
A mecset szamarrai stílusban épült és egy abbászida ráépítéssel bővült. Egy belső udvara van, amit fedett csarnokgalériák öveznek, s közülük a legnagyobb Mekka felé mutat. Az eredeti mecset mosdató kútja a belső és külső falak közötti területen volt. A 13. század végén al-Manszúr Ládzsín szultán egy további kutat emeltetett a belső udvar közepén egy magas kupolával.

## Aminaret

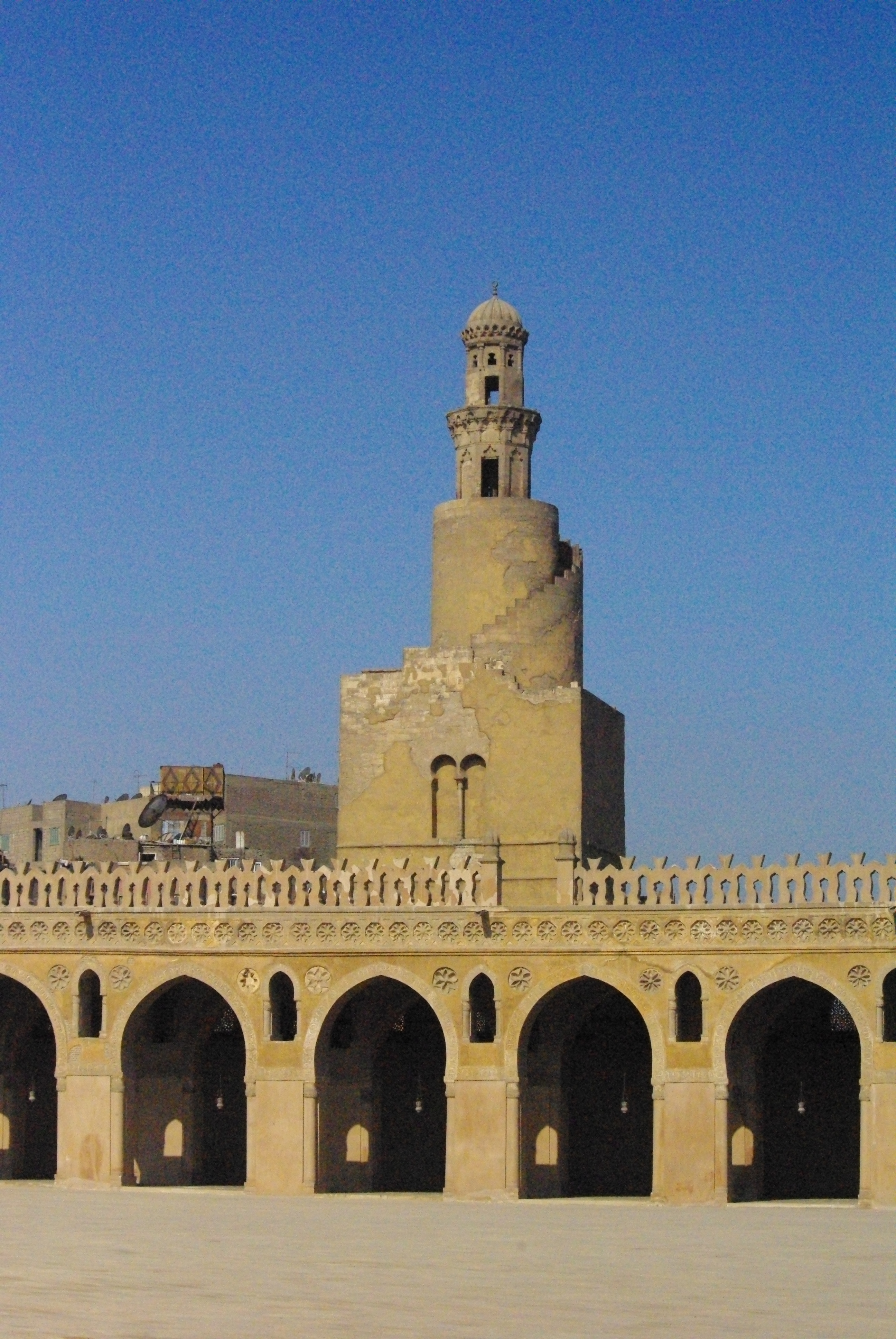
Az Ibn-Túlún mecset a minarettel

Építésének időpontja vitatott, mivel külső lépcsője a Szamarrai minaretre hasonlít. Egy helyi legenda szerint a minaretet maga Ibn Túlún tervezte. Egy tanácskozáson hivatalnokai körében szórakozottan egy pergament csavargatott az ujja köré, s amikor valaki megkérdezte, mit csinál, zavartan azt válaszolta, hogy a minaretjét tervezi. Az építészeti jellemzők közül sok azonban mégis későbbi építésre utal, különösen a kapcsolat hiánya a mecset alaprajzával. Az arab geográfus, al-Mukaddaszi (945/6-1000) leírásában – ez a legkorábbi forrás – a minaretnek van egy külső lépcsője, ami hasonlít a Szamarrai minaretéhez. Ezzel szemben Doris Behrens-Abouseif építészettörténész Ládzsín szultánt véli a minaret építtetőjének, aki a mecsetet 1296-ban restaurálta.

## Restaurálások
A mecsetet több ízben restaurálták. Az első ismert felújítás 1177-ben történt a Fátimidák teljhatalmú vezírje, Badr al-Dzsamáli megbízásából, aki a mecseten egy második feliratot helyeztetett el. Ezen a saháda kibővített, síita változata szerepel: azon túl, hogy tanúságot tesz, Isten egyedülállósága  és Mohamed prófétasága mellett, azt is mondja, hogy „és Ali isten szövetségese”. A Ládzsín szultán által elvégzett restaurálás 1296-ban egy javítást fűzött ehhez. Az utolsó felújítását a mecsetnek 2004-ben az Egyiptomi Műemlékvédelmi Hatóság végezte.
A középkorban néhány ház közvetlenül a mecset külső falához épült. A legtöbbet 1928-ban az emlékművi restauráció céljából lebontották, de a két legkorábbi, jó állapotban fennmaradt előkelő háznak mégis megkegyelmeztek. „A krétai asszony háza” a 17. századból és „Ámina bint Szálim háza” a 16. századból eredetileg két különálló épület volt, melyeket később a harmadik emeleten egy híddal kötöttek össze. A két épület a mecset udvara fölött közelíthető meg és a Gayer-Anderson Múzeum található bennük. A múzeum R.G. John Gayer-Anderson tábornokról kapta a nevét, aki 1942-ig élt ott és az ő magángyűjteménye van itt.

## Egyebek
Az A kém, aki szeretett engem című James Bond film egyes részeit az Ibn-Tulun mecsetnél és a Gayer-Anderson Múzeum termeiben forgatták.

## Fordítás
- Ez a szócikk részben vagy egészben  az   Ibn-Tulun-Moschee című német Wikipédia-szócikk ezen változatának fordításán alapul.  Az eredeti cikk szerkesztőit annak laptörténete sorolja fel. Ez a jelzés csupán a megfogalmazás eredetét és a szerzői jogokat jelzi, nem szolgál a cikkben szereplő információk forrásmegjelöléseként.